# Platymantis mimulus
Espèce
Synonymes
- Platymantis mimula Brown, Alcala & Diesmos, 1997

Statut de conservation UICN

 LC  : Préoccupation mineure
Platymantis mimulus est une espèce d'amphibiens de la famille des Ceratobatrachidae.

## Répartition
Cette espèce est endémique de Luçon aux Philippines. Elle se rencontre à 400 m d'altitude sur le mont Makiling.

## Publication originale
- Brown, Alcala & Diesmos, 1997 : A new species of the genus Platymantis (Amphibia: Ranidae) from Luzon Island, Philippines. Proceedings of the Biological Society of Washington, vol. 110, p. 18-23 (texte intégral).